# Tanichthys albiventris
Tanichthys albiventris — вид коропоподібних риб родини таніхтові (Tanichthyidae). Описаний у 2022 році.

## Поширення
Ендемік Китаю. Вид поширений у верхів'ях річок Цзянпін і Гуанчжу у повіті Цзянпін міста Дунсін в провінції Гуансі.

## Опис
Tanichthys albiventris відрізняється від T. albonubes наявністю розгалужених променів анального плавця (9-10 проти 8) та кольором краю спинного плавця (червоно-помаранчевий проти білого); від T. kuehnei та T. micagemmae за наявністю чорної бічної смуги, розташованої на спинній половині бока (порівняно з серединною смугою), та червонувато-помаранчевого краю спинного плавця (порівняно з білим); від T. thacbaensis за розташуванням анального плавця, попереду від основи останнього променя спинного плавця (порівняно з заднім) і верхнього рота (проти кінцевого).

## Середовище
Типовою місцевістю на момент відбору проб був невеликий гірський струмок, в середньому завширшки близько 2 м, розташований у глибині лісу. Глибина води коливалася приблизно від 0,4 до 1 м. Дно складалося з мулу, змішаного з піском. Деякі водні рослини (Cryptocoryne crispatula і Blyxa sp.) росли у нижній частині ареалу. Іншими видами риб були Oryzias pectoralis, Macropodus hongkongensis і Rhinogobius duospilus.